# Ahmed Ali (lekkoatleta)
Ahmed Ali (ur. 15 listopada 1993 w Houston) – sudański lekkoatleta, sprinter. Do 14 lipca 2015 reprezentował Stany Zjednoczone. Reprezentant Sudanu na Letnich Igrzyskach Olimpijskich 2016 w biegu na 200 metrów.
Podczas mistrzostw świata w Pekinie (2015) został zdyskwalifikowany w eliminacyjnym biegu na 200 metrów za przekroczenie toru.

## Rekordy życiowe
- Bieg na 100 metrów – 10,23 (2013) / 10,12w (2013)
- Bieg na 200 metrów – 20,16 (2016) rekord Sudanu

W 2016 Ali ustanowił wynikiem 10,27 aktualny rekord Sudanu w biegu na 100 metrów.